# Озеро Лаогай
«Озеро Лаогай» (англ. Lake Laogai) — семнадцатый эпизод второго сезона американского мультсериала «Аватар: Легенда об Аанге».

## Сюжет
Аанг разбрасывает в Ба-Синг-Се объявления о пропаже Аппы. Дяде Айро предлагают открыть свою чайную лавку и уйти с нынешнего места работы. Бизнесмен говорит, что даст им жилище в верхнем кольце города, и Айро соглашается без колебаний. Зуко это особо не радует, и он выходит на улицу, увидев листовку. Он взбирается на крышу и видит, как падают объявления. Когда Аватар заканчивает с листовками, он возвращается домой, и к ним приходит Джу Ди. Команда узнаёт, что она была на озере Лаогай, и девушка говорит, что им запрещено заниматься подобной самодеятельностью, но Аанг в гневе прогоняет её. Это видят агенты Дай Ли. Лонг Фенг отчитывает Джу Ди за провал и снова отправляет её на озеро, решая на этот раз лично уладить вопрос с Аватаром. Зуко говорит дяде, что Аанг в городе и ищет своего бизона, и Айро пытается отговорить племянника от идеи снова ловить Аватара, чтобы не потерять всё, чего они достигли в своей новой жизни. Однако Зуко не слушает его.
Команда Аватара разделяется, расклеивая объявления, и Катара встречает Джета. Он хочет помочь ей, но она не верит ему. Приходят Тоф, Сокка и Аанг. Тоф подставляет руку к стене, к которой Катара приставила Джета, и чувствует его пульс, заявляя, что он не врёт. Аанг всё же принимает его помощь. Он приводит их в какое-то здание, и Тоф находит там шерсть Аппы. Уборщик рассказывает, что зубра купил богач с острова Вэйл-Тэйл, и команда хочет отправиться на него, видя на карте, что тот расположен близ Южного полюса, откуда они начинали путь. Катара не хочет брать с собой Джета, а Тоф полагает, что они когда-то встречались, но Катара отрицает. На улице Джета встречают его друзья Смелларби и Лонгшот, с которыми он расстался. Они упоминают, что Джета арестовали Дай Ли пару недель назад, что сам Джет отрицает. Тоф говорит, что они оба говорят правду, и Сокка приходит к выводу, что Джет лишь верит в свою правоту, потому что Дай Ли промыли юноше мозги. Ночью Зуко в Синей маске нападает на агента Дай Ли.
Команда пытается разблокировать воспоминания Джета, и Катара предлагает ему вспомнить о людях огня, убивших его родителей, но парню больно. Тогда она использует целительную магию воды, и он вспоминает какое-то озеро. Сокка вспоминает слова Джу Ди об озере Лаогай. Утром союзники приходят к нему, и Тоф обнаруживает спуск в подземелье. Там они видят, как агент Дай Ли обучает нескольких девушек быть Джу Ди, и ищут Аппу. Но первым бизона находит Зуко. Команды встречают Лонг Фенга, и он объявляет их врагами государства, приказывая Дай Ли напасть. В ходе битвы Аанг и Джет отделяются от друзей, преследуя Лонг Фенга. Когда они зажимают его в тупике, тот говорит Джету, что «царь пригласил его на озеро Лаогай», таким образом активируя гипноз, и Джет нападает на Аанга. Дядя Айро приходит в камеру Аппы к Зуко и беседует с племянником. Он ругает Зуко за то, что он никогда не думает о последствиях своих действий, и говорит ему заглянуть внутрь себя и задать себе пару серьёзных вопросов: кто Зуко, и чего он хочет? Аанг уклоняется от атак Джета и говорит ему, что тот борец за свободу. Джет приходит в себя и метает один из своих мечей в Лонг Фенга, но тот успевает уклониться, после чего сшибает парня камнем и уходит. Джет просит прощения у Аанга за то, что напал на него. Друзья прибегают к Джету. Он при смерти, и Лонгшот наконец прерывает своё безмолвие, говоря, чтобы команда Аватара уходила. Джет говорит Катаре, что с ним всё будет в порядке, но когда они отходят, Тоф заявляет, что он соврал. Друзья не обнаруживают Аппу в его клетке и выбираются наружу. Они сталкиваются с Лонг Фенгом и Дай Ли, но видят летящего Аппу, который всех одолевает. Аанг наконец встречает своего бизона и обнимает его со слезами на глазах, как и остальные. Команда улетает, а Зуко и Айро выбираются из подземной тюрьмы. Дядя хвалит племянника и говорит, что он поступил правильно, и Зуко выбрасывает свою маску в озеро.

## Отзывы

Динамика оценок IGN к эпизодам 2 сезона мультсериала

Макс Николсон из IGN поставил эпизоду оценку 8,1 из 10 и написал, что «„Озеро Лаогай“ разрешило некоторые сюжетные линии персонажей, в первую очередь Аанга, Зуко и Джета». Рецензент посчитал, что если бы мы не видели ранее, что Джету промыли мозги, то «раскрытие этого, вероятно, было бы более впечатляющим». Критик также отметил, что эпизод «представил фирменные способности Тоф к распознаванию лжи». Николсону понравилось, что «команда Аватара и борцы за свободу сражались бок о бок против Дай Ли». Рецензент написал, что «двусмысленная сцена смерти [Джета] вызвала разногласия фанатов (хотя создатели с тех пор подтвердили, что он действительно умер в этом эпизоде)», и похвалил её за то, что «Лонгшот впервые заговорил, а Тоф заявила, что Джет соврал, сказав Катаре, что с ним всё будет в порядке».
Хайден Чайлдс из The A.V. Club написал, что «„Озеро Лаогай“, которое, кстати, является последним эпизодом в „Аватаре“ под режиссурой Лорен Макмаллан, настолько полно идей, шуток, мудрости и экшна», что критик «мог бы написать по крайней мере 5000 слов только о нём». Рецензенту понравилось, что Сокка догадался о «перевоспитании» Джета, хотя и не уверен, «откуда Сокка знаком с „промыванием мозгов“, будучи подростком из самого отдалённого городка на планете».
Screen Rant поставил серию на 6 место в топе лучших эпизодов 2 сезона мультсериала по версии IMDb, а сайт CBR дал ей 8 место в таком же списке.
Сан-Джин Ким получил Прайм-таймовую премию «Эмми» в категории «Выдающиеся личные достижения в анимации» за этот эпизод.